# Spartakus: Bohové arény
Spartakus: Bohové arény (v anglickém originále Spartacus: Gods of the Arena) je šestidílná minisérie amerického televizního kanálu Starz, která je prequelem k seriálu Spartakus. V USA se začala vysílat 21. ledna 2011. Minisérie je zaměřena na postavu Gannica (Dustin Clare), prvního gladiátora, který se stal šampiónem Capuii. Obsazení hlavních rolí je stejné jako v seriálu: John Hannah (Batiatus), Lucy Lawless (Lucretia), Peter Mensah (Oenomaus), Nick Tarabay (Ashur), Lesley-Ana Brandt (Naevia) a Manu Bennett jako Crixus.

## Děj
Minisérie pojednává o krvavé historii domu Batiátů a městě Capua před příchodem Spartaka. Quintus Lentulus Batiatus se stává lanistou, když zdědí ludus po svém otci. Chce vyjít ze stínu svého otce a dosáhnout tak uznání svého vlastního jména. Po svém boku má nádhernou manželku jménem Lucretia, která pomáhá svému manželovi získat vše, po čem on touží za jakoukoliv cenu. Batiatus vloží celé své jmění do muže, který mu pomůže vyhrát slávu a peníze, jeho nejlepší gladiátor Gannicus; výborný bojovník, který zachází s meči jako samotný titán. Na scéně se objeví Crixus, koupený, nedisciplinovaný rekrut. Neučesaný Gal snáší posměchy a výhrůžky smrti, dokud se nestane druhým nejlepším gladiátorem po Gannicovi. Z Onomea se stává Doktóre, zatímco dva nerozluční Syřané Ashur a Dagan se stávají úhlavními nepřáteli. Ashur se snaží dokázat, že je také vážený bojovník. Veteráni, jako Barca a Gannicus vidí Crixe jako budoucího šampióna, ale obávají se o své pozice.

## Obsazení
| John Hannah           | Quintus Lentulus Batiatus                   |
| Lucy Lawlessová       | Lucretia, manželka Quinta Lentula Batiata   |
| Dustin Clare          | Gannicus, šampión domu Batiátů              |
| Peter Mensah          | Oenomaus, gladiátor, který se stane Doktóre |
| Jaime Murray          | Gaia, vlivná kamarádka Lucretie             |
| Marisa Ramirez        | Melitta, hlavní otrokyně Lucretie           |
| Jeffrey Thomas        | Titus Lentulus Batiatus, otec Quinta        |
| Stephen Lovatt        | Tullius                                     |
| Manu Bennett          | Crixus, budoucí šampión Capui               |
| Nick Tarabay          | Ashur, vypočítavý gladiátor                 |
| Craig Walsh Wrightson | Marcus Decius Solonius, lanista             |
| Antonio Te Maioha     | Barca, homosexuální gladiátor               |
| Gareth Williams       | Vettius, Tulliův mladý lanista              |
| Lesley-Ann Brandt     | Naevia                                      |